# Euzodiomyces
Euzodiomyces Thaxt. – rodzaj grzybów z rzędu owadorostowców (Laboulbeniales). Grzyby mikroskopijne, pasożyty owadów (grzyby entomopatogeniczne).

## Systematyka
Pozycja w klasyfikacji według Index Fungorum: Euzodiomyces, Euceratomycetaceae, Laboulbeniales, Laboulbeniomycetidae, Laboulbeniomycetes, Pezizomycotina, Ascomycota, Fungi.
Takson ten utworzył w 1900 r. Roland Thaxter.

## Gatunki
Według Index Fungorum do rodzaju tego należą 2 gatunki. W Polsce ich występowanie jest jeszcze słabo zbadane. Tomasz Majewski, jedyny polski mykolog zajmujący się nimi na szerszą skalę, do 2003 r. wymienił jeden z nich – Euzodiomyces lathrobii.
- Euzodiomyces capillarius Cépède & F. Picard 1907
- Euzodiomyces lathrobii Thaxt. 1900